# فولفغانغ برينكمان
فولفغانغ برينكمان (بالألمانية: Wolfgang Brinkmann)‏ هو لاعب فروسية استعراضية ‏ ألماني، ولد في 23 مايو 1950 في بيلفلد في ألمانيا.

## وصلات خارجية
- فولفغانغ برينكمان على موقع أوليمبيديا (الإنجليزية)